# Scotophaeus invisus
Scotophaeus invisus är en spindelart som först beskrevs av O. Pickard-Cambridge 1885.  Scotophaeus invisus ingår i släktet Scotophaeus och familjen plattbuksspindlar. Inga underarter finns listade i Catalogue of Life.